# Бунцман, Дмитрий
Дмитрий Бунцман (род. 21 февраля 1982, Текели, Казахская ССР, СССР) — немецкий шахматист, гроссмейстер (2003).

## Биография
В 10-летнем возрасте эмигрировал с отцом из Узбекистана в Германию. Позже к ним приехали остальные близкие родственники.
Тренировался у Сергея Калиничева.
В период с 1994 по 2001 годы представлял Германию на Юношеском чемпионате мира по шахматам, с лучшим результатом в 1996 году — 4 местом.
Выступал за различные немецкие и австрийские клубы:
- SVg Lasker-Steglitz
- Schachfreunde Neukölln
- Stuttgarter Schachfreunde
- SC Bann
- TSV Bindlach
- SK Kl.Ztg. MPÖ Maria Saal

В сезоне 2006/07 в составе клуба «Мария-Зааль» занял третье место в чемпионате Австрии.

## Изменения рейтинга
| Графики недоступны из-за технических проблем. См. информацию на Фабрикаторе и на mediawiki.org. |